# Liste der Arbeitslager in Qinghai
Umerziehung durch Arbeit ist ein System von Arbeitslagern in der Volksrepublik China.
Diese Liste führt solche Arbeitslager in der Provinz Qinghai auf.
| Bezeichnung                                 | Unternehmensbezeichnung | Stadt/Kreis        | Dorf/Stadt | Gründungsjahr | Bemerkungen                                                                                                 |
| ------------------------------------------- | ----------------------- | ------------------ | ---------- | ------------- | --- |
| Umerziehung durch Arbeit Duoba              | Farm Nantan             | Huangzhong, Xining | Duoba      | 1983          | Auch Umerziehung durch Arbeit der Männer der Provinz und Umerziehung durch Arbeit Nr. 1 der Provinz genannt |
| Umerziehung durch Arbeit Ge'ermu            |                         |                    |            | 2000          | |
| Umerziehung durch Arbeit der Frauen Qinghai |                         | Xining             |            | 2000          | |

## Quelle
- Laogai Handbook (2007–2008). (PDF; 3,5 MB) The Laogai Research Foundation, 2008, abgerufen am 10. Januar 2011.